# 玻利維亞玻利維亞諾
玻利維亞諾 （貨幣編號：BOB ）是玻利維亞的流通貨幣。輔幣單位為分，1玻利維亞諾=100分。玻利維亞諾也是玻利維亞在1864到1963年期間的流通貨幣名。

## 流通中的貨幣

### 硬幣

#### 2010年

其中七種流通硬幣。

- 10 分
  - 正面：玻利維亞國徽、國家名稱
  - 背面：面值
- 20 分
  - 正面：玻利維亞國徽、國家名稱
  - 背面：面值
- 50 分
  - 正面：玻利維亞國徽、國家名稱
  - 背面：面值
- 1 玻利維亞諾
  - 正面：玻利維亞國徽、國家名稱
  - 背面：面值
- 2 玻利維亞諾
  - 正面：玻利維亞國徽、國家名稱
  - 背面：面值
- 5 玻利維亞諾
  - 正面：玻利維亞國徽、國家名稱
  - 背面：面值

### 紙幣

流通中的玻利維亞紙幣。

- 2 玻利維亞諾
  - 正面：安東尼奧·瓦卡·迪茨
  - 背面：玻利維亞潘多省的風景
- 5 玻利維亞諾
  - 正面：阿黛拉·薩穆迪奧
  - 背面：聖女教堂
- 10 玻利維亞諾
  - 正面：塞西·古斯曼·德·羅哈斯
  - 背面：在科恰班巴的紀念碑
- 20 玻利維亞諾
  - 正面：潘塔萊翁·達倫斯
  - 背面：在塔里哈的博物館
- 50 玻利維亞諾
  - 正面：梅爾喬·佩雷斯·奧爾金
  - 背面：大樓
- 100 玻利維亞諾
  - 正面：加布里埃爾·勒·莫雷諾
  - 背面：大學
- 200 玻利維亞諾
  - 正面：弗朗茨·塔馬約
  - 背面：南美洲文明遺跡蒂亞瓦納科

## 外部連結
- 唐的世界硬币画廊：Bolivia
- 罗恩·怀斯的世界纸币：Bolivia 镜像网站
- 环球货币历史：Bolivia
- 《环球金融资料》系列：Bolivia Boliviano
- 《环球金融资料》货币历史表格（ 微软试算表格式）
- 玻利维亚钞票 （页面存档备份，存于） （英文）（德文）